# Magiczna górka

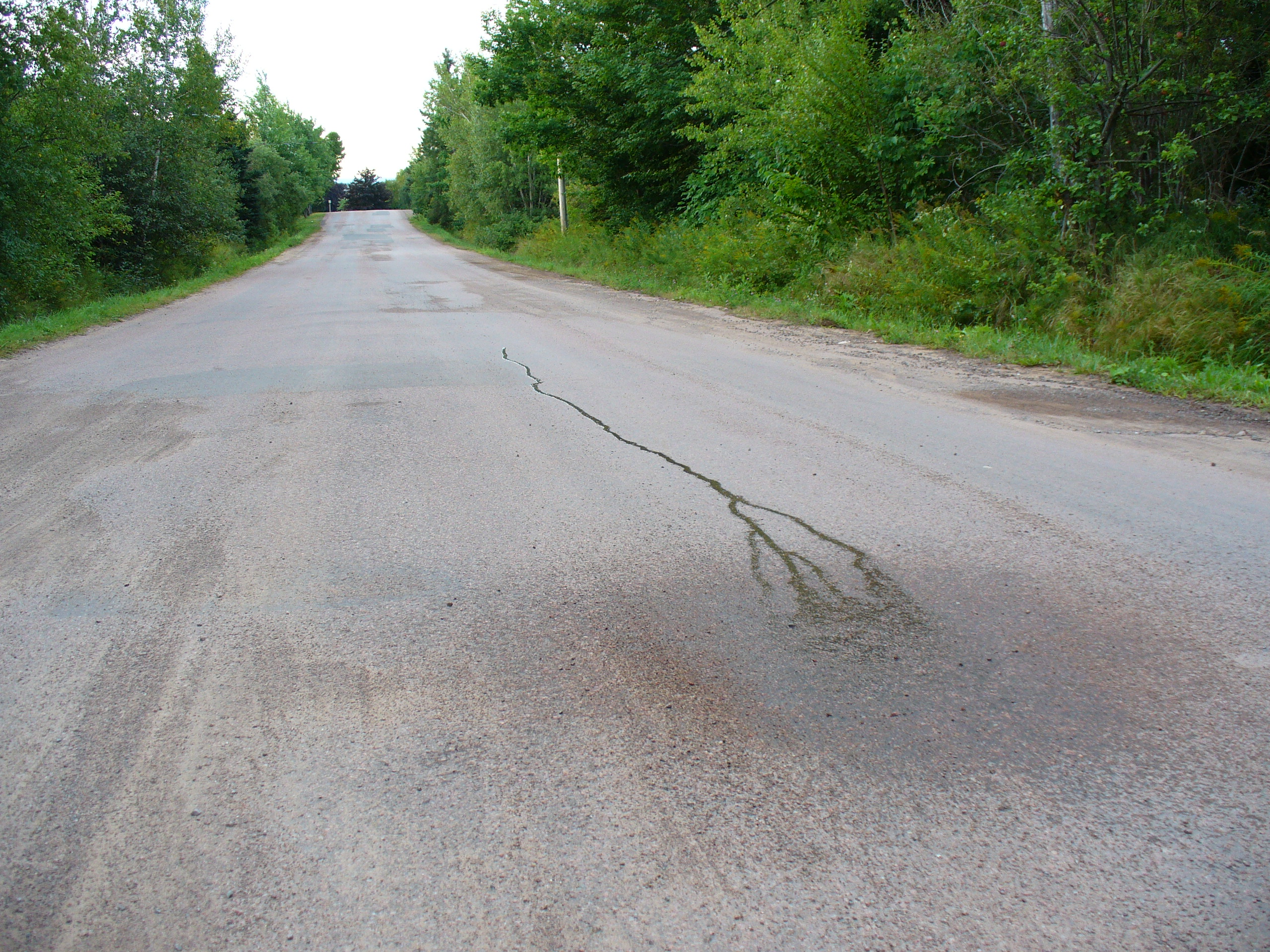
Woda zdająca się płynąć pod górę na wzgórzu w Moncton w Kanadzie

Magiczna górka (spotyka się też nazwy magnetyczna górka lub czarodziejska górka) – fenomen polegający na tym, że zaparkowane samochody lub inne przedmioty zdają się same poruszać pod górę pozornie łamiąc prawa fizyki.

## Lokalizacje

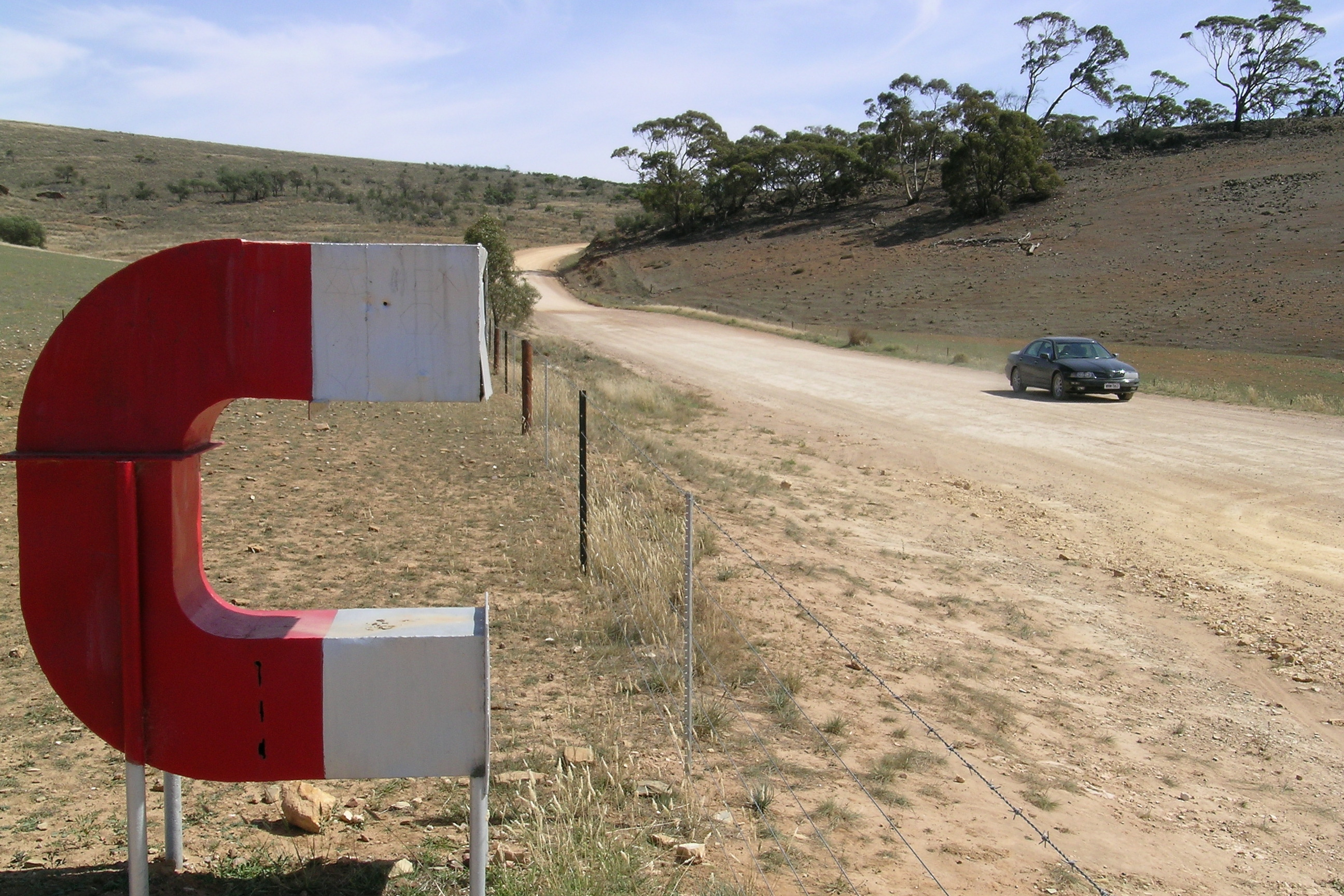
Pomnik magnesu przy Magnetic Hill w Australii

Na całym świecie znaleziono setki miejsc, gdzie występuje ten fenomen. Do bardziej znanych należą:
- Electric Brae w hrabstwie Ayrshire w Szkocji na trasie A719 między Dunure i Croy Bay
- Magnetic Hill około 20 kilometrów na południe od miejscowości Orroroo w południowej Australii
- Magnetic Hill na przedmieściach Moncton w kanadyjskiej prowincji Nowy Brunszwik
- Magnetic Hill na autostradzie niedaleko Leh w krainie Ladakh w Indiach
- Spook Hill w Lake Wales na Florydzie w Stanach Zjednoczonych na drodze numer 27 pomiędzy Orlando i Tampa
- Route magique na 300-metrowym odcinku drogi w okolicy wioski Les Noës we Francji

### W Polsce
Do najsłynniejszych miejsc tego typu w Polsce należą:

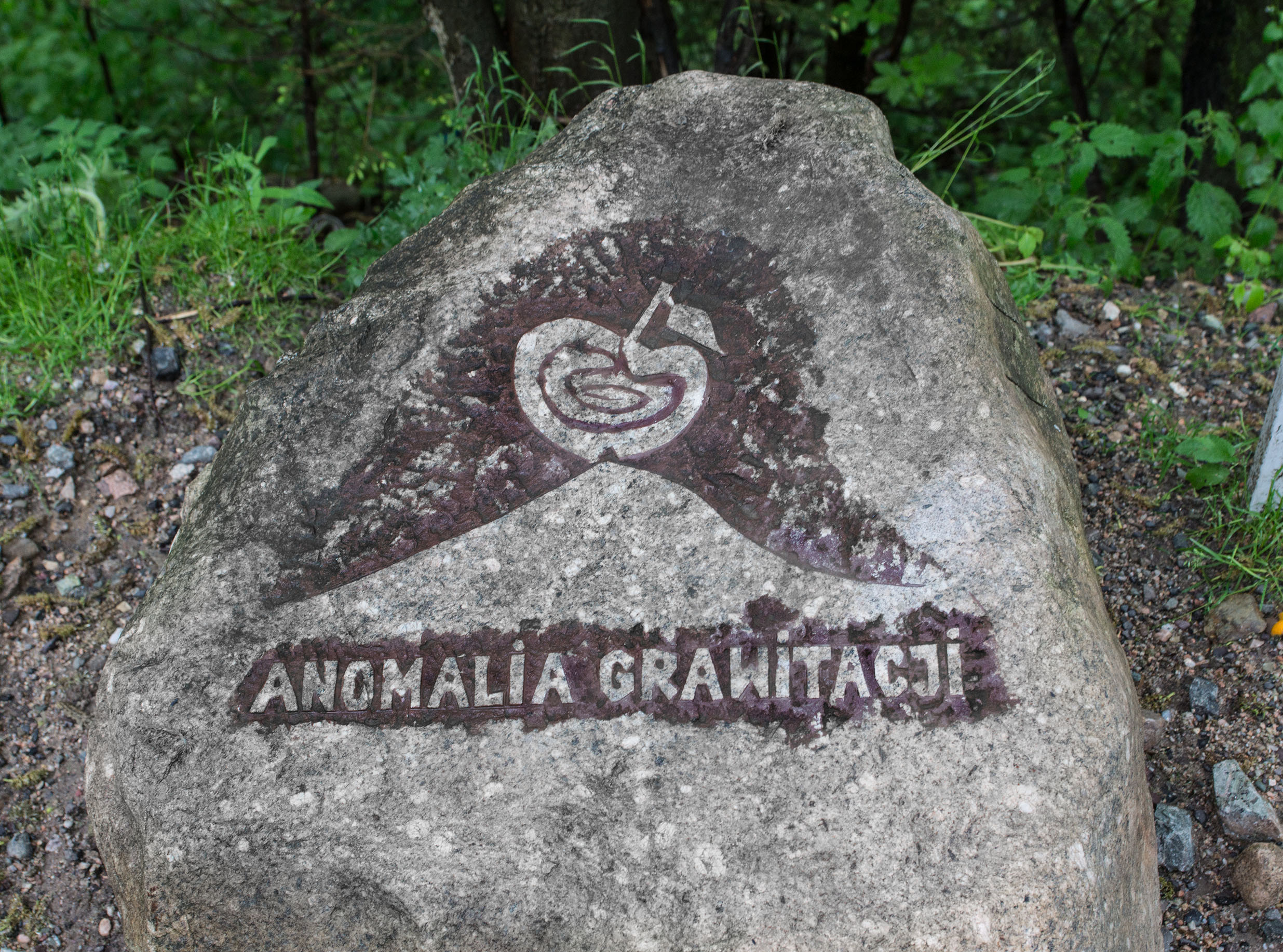
Kamień, którym oznaczono miejsce anomalii grawitacyjnej w Karpaczu

- Czarodziejska Górka w pobliżu Wałcza w województwie zachodniopomorskim na drodze pomiędzy Strącznem i Rutwicą[2]; jedno z najstarszych znanych tego typu miejsc w Polsce, odkryte w 1991 roku przez pewnego turystę, który pijąc wodę przypadkowo upuścił butelkę i zauważył jakoby zaczęła się ona poruszać w górę wzniesienia[4]
- Tajemniczy punkt X w Karpaczu w województwie dolnośląskim na odcinku ulicy Strażackiej[5]
- Góra Żar w Międzybrodziu Żywieckim niedaleko Żywca w województwie śląskim[6]
- Izerski punkt antygrawitacyjny w Świeradowie-Zdroju w województwie dolnośląskim na ulicy Strażackiej[7]
- Wzniesienie w Walimiu niedaleko Wałbrzycha w województwie dolnośląskim obok Muzeum Sztolni Walimskich[8]
- Magiczna górka w Zubowicach w gminie Komarów w województwie lubelskim[9]
- „Dziwne miejsce” na drodze w kierunku Starych Dzieduszyc w województwie lubuskim[10]
- Piekielna górka w Otominie w województwie pomorskim, niedaleko Gdańska[11]
- Niewielkie wzniesienie niedaleko Folusza w województwie podkarpackim[12]

## Wyjaśnienia

Animacja przybliżająca zasadę działania iluzji optycznej

Nietypowe zjawiska zachodzące na magicznych górkach doczekały się wielu wyjaśnień. Niektóre hipotezy próbują tłumaczyć efekt anomalią magnetyczną, silnym ciekiem wodnym, mniejszym przyciąganiem ziemskim, bogatymi złożami ferromagnetyków w skałach czy nawet ingerencją obcej cywilizacji. Teorie o paranormalnych i niewyjaśnionych właściwościach magicznych górek są w dużej mierze popularyzowane przez przewodniki turystyczne, by przyciągnąć turystów.
Badania wielu naukowców, między innymi z University of California czy Institut für Gravitationsforschung, dowodzą, że jest to złudzenie optyczne. Brak punktów odniesienia na horyzoncie, a także drzewa pochylone nieco ku ziemi sprawiają, że człowiek postrzega drogę jako idącą pod górę, choć w rzeczywistości jest ona opadająca.  Potwierdzają to również pomiary geodezyjne przeprowadzone na górce w okolicach Wałcza, z których wynika, że punkt brany za szczyt wzniesienia jest w rzeczywistości położony niżej niż ten, który jest brany za jego podnóże, a 90% przydrożnych drzew w tym miejscu jest pochylonych.